# Majrevolten i Sverige
Majrevolten i Sverige är en beteckning för händelser med anknytning till ett internationella studentprotester och till majrevolten i Paris i maj-juni 1968.

## Bakgrund

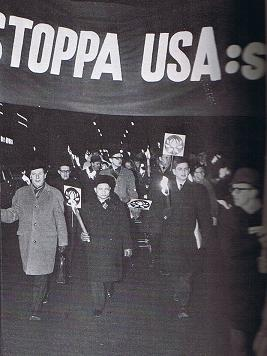
Olof Palme och representant från Nordvietnam demonstrerar 1968.

Bland de fenomen och händelser som bildade den allmänna bakgrunden kan nämnas:
- Kolonialismens sammanbrott och Tredje världens befrielserörelser.
- Medborgarrättsrörelsen i USA, kampen mot segregrationen, raskravaller.
- De världsomfattande protesterna mot och mediaexponeringen av USA:s krig i Vietnam.
- Kulturrevolutionen i Kina[2] och Tet-offensiven i Vietnam.
- Efterkrigssamhällets modernisering och konsumism.
- ’’Utbildningsexplosionen’’ orsakad av baby-boom-generationen i väst.

Också Warszawapaktens invasion av Tjeckoslovakien, mordet på Martin Luther King i USA och mordförsöket på den västtyske studentledaren Rudi Dutschke bidrog till att driva på händelseförloppet. De första tecknen på en annalkande revolt märktes i Strasbourg, Frankrike 1966 och i Berkeley, Kalifornien 1967. I över ett hundra städer i USA rasade upplopp denna heta sommar. Bara under en månad 1968 utbröt kravaller i Rom, Madrid, Kairo, Bryssel, Warszawa, Nürnberg, London och Panama City. Majrevolten i Paris 1968 blev höjdpunkten i den revolutionsartade utvecklingen och fick sitt genomslag även i Sverige, om än med ett annat och inte lika intensivt förlopp. Efterverkningarna blev emellertid ungefär desamma, med större personlig frihet och mindre formalism i samhällslivet. Inte bara musik, konst och kultur påverkades; normbildningen inom samlevnaden förändrades också. Nya horisonter öppnades och de gamla auktoriteterna föll.

## Det yttre händelseförloppet

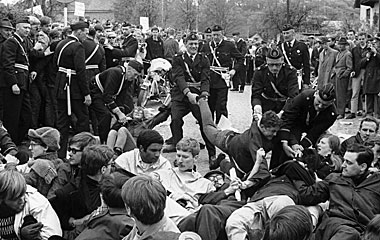
Kravallerna i Båstad 1968.

Stoppa matchen, stoppa mässan, stoppa pipan! —Sture Johannesson
En svensk föraning om vad som komma skulle fanns i Göran Palms bok En orättvis betraktelse (Norstedts 1966), i den s.k. trolöshetsdebatten och i den anarkistiska Provie-rörelsen samma år. Den 20 december 1967 inträffade en våldsam sammandrabbning mellan Vietnam-demonstranter och polis, som sökte hindra demonstranterna från att nå USA:s ambassad i Stockholm. Bland de gripna fanns författaren Jan Myrdal. Den 4 januari blev USA:s ambassadör utsatt för äggkastning. I februari 1968 fortsatte demonstrationerna, nu med ett försök av SAP att ta över initiativet i Vietnamfrågan. Den 8 mars kallade USA hem sin ambassadör i Sverige med anledning av Olof Palmes demonstrationsdeltagande. Den 29 mars uppstod oroligheter och stormningsförsök vid Hotell Foresta på Lidingö, där de tio rikaste nationerna hade möte om internationella valutafrågor. I Båstad den 3 maj lyckades demonstranter stoppa Davis Cup-matchen i tennis mellan Sverige och Rhodesia, trots en massiv polisinsats med brandsprutor och tårgas. Händelserna i Båstad kom att kallas Båstadskravallerna. Invektiven haglade men sen denna dag är det allmänt vedertaget att "idrott och politik hör ihop".

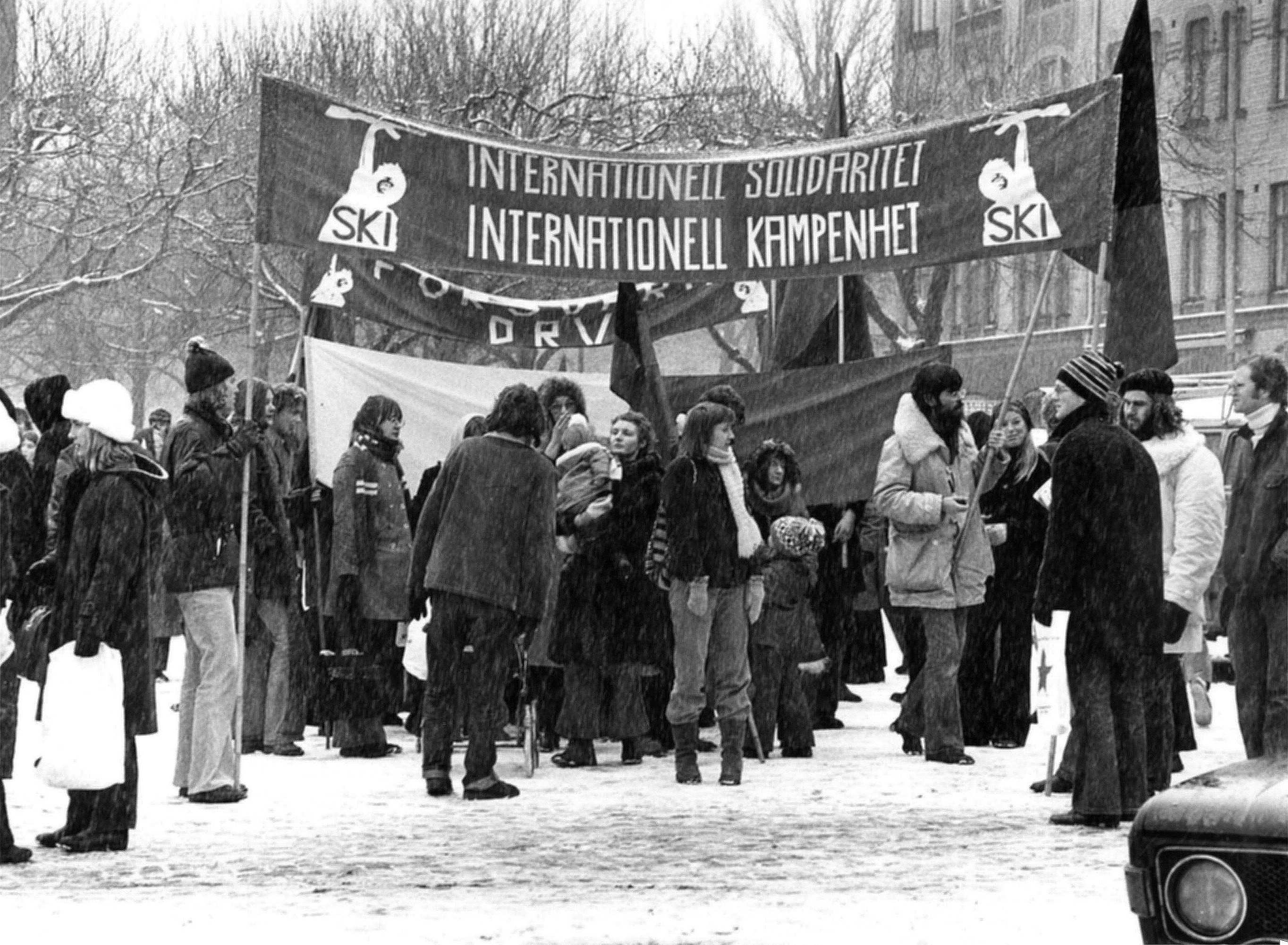
Demonstration i Lund ca 1968-1970.

Kårhusockupationen i Stockholm den 24-27 maj fick besök av utbildningsminister Olof Palme som utfrågades om den kritiserade utbildningsreformen UKAS (”högskolans motsvarighet till industrins löpande band”) av Anders Carlberg. Under det ärevarv på stan som avslutade ockupationen gjordes ett ofullbordat försök att ockupera Operan och andra lokaler efter franskt mönster. Veckan kring 29 maj hungerstrejkade lundastudenter utanför Riksdagshuset i protest mot den låga u-hjälpen. Protesterna mot den kommersiella tonårsmässan Teenage fair samt Konstfacks alternativa julfirande senare på året blev uppmärksammade aktioner. Universitetets 300-årsjubileum i Lund firades i spänd stämning, övervakat av ett massivt polisuppbåd. Offentligt brännande av studentmössor den sista april blev till en informell tradition 1967, 1968 och 1969  och en lokal avläggare till den amerikanska aktivistiska studentorganisationen Students for a Democratic Society, SDS, var vid denna tid också verksam också på svenska universitet. De så kallade värnpliktsrättegångarna i Lund väckte stor uppståndelse, liksom en demonstration i Lunds domkyrka mot ett statsbesök från Sydafrika. Våren 1969 inleddes Sveriges första husockupation på Västra Mårtensgatan 5 i Lund av Lunds Anarkistgrupp.
Majrevolten 1968 hade två sidor som historikerna framförallt uppmärksammat:
- ett anti-auktoritärt ungdomsuppror, (mods, pacifism, rockmusik)
- en internationell vänsterpolitisk rörelse (den nya vänstern, kolonialism och u-landsproblem)

Fram till 1968 var dessa fenomen integrerade med varandra. Efter 1968 skedde en uppsplittring av revoltens sociala och politiska innehåll, så att i USA de apolitiska ”hippies” blev till de mer politiska ”yippies”. I Sverige kom en inriktning på livsstil och miljö (storfamiljer, kooperativ, veganism) att kontrastera mot en partibildande smågruppsvänster och den stora FNL-rörelsen (DFFG). Ur detta uppkom så under 1970-talet några av de nya och bredare sociala rörelserna: kvinnorörelsen, miljörörelsen, musikrörelsen och byalagsrörelsen. 

## Majrevoltens inflytande på senare tider
Majrevolten var mera en kulturell revolt än en ekonomisk-politisk sådan, även om föregångaren Pariskommunen 1871 ibland betonades. I majrevoltens politiska arv till eftervärlden kom att ingå kvinnorörelsen, miljörörelsen, musikrörelsen och byalagsrörelsen. 
Kvinnorörelsens (då Grupp 8 ) betydelse har bara ökat sedan 1968 och den är genom nyfeminismen fortfarande aktiv i kampen mot patriarkat och för könens lika värde. Miljörörelsen representerades av Miljöförbundet och Jordens Vänner, och utgjorde också en del av bakgrunden till den stora antikärnkraftskampanjen (Linje 3) under folkomröstningen. Både Miljöpartiet och djurrättsrörelsen uppkom i denna omgivning, och miljöfrågorna har sedan dess varit ständigt närvarande i samhällsdebatten. Unikt för Sverige var den progressiva musikrörelsen, "proggen", med ansenliga utomhuskonserter (Festen på Gärdet), egna skivbolag som MNW och Silence samt tidningen Musikens makt. Inom musikrörelsen spelades bland annat såväl rock med politiska texter som spelmanslåtar. Den brett upplagda musikteaterpjäsen Tältprojektet anses av vissa ingå i det svenska kulturarvet.
Byalagsrörelsen (Alternativ Stad, Arkiv Samtal) stod också för en annan utlöpare: husockupationsrörelsen, som inspirerades av i tur och ordning Italien, Västtyskland och Danmark. Särskilt var visionen av ett allaktivitetshus mycket livlig, och senare tiders BZ (hus-besättare) har överlevt via punkrörelsen. Det svenska konstlivet var också intensivt och gränsöverskridande under dessa år.
Typiskt för de nya sociala rörelserna var deras utomparlamentariska och direktdemokratiska karaktär. En obruten tradition är här den frihetliga socialismen med sin arbetsplatskamp och sin decentraliserade samhällsvision.